# Bergen auf Rügen
Bergen auf Rügen es un municipio situado en el distrito de Pomerania Occidental-Rügen, en el estado federado de Mecklemburgo-Pomerania Occidental (Alemania), a una altitud de 55 metros. Su población a finales de 2016 era de 14 000 habs. y su densidad poblacional, 260 hab/km².
Se encuentra en el centro de la isla de Rügen, siendo su ciudad más poblada.